# Gmünder Kunstverein

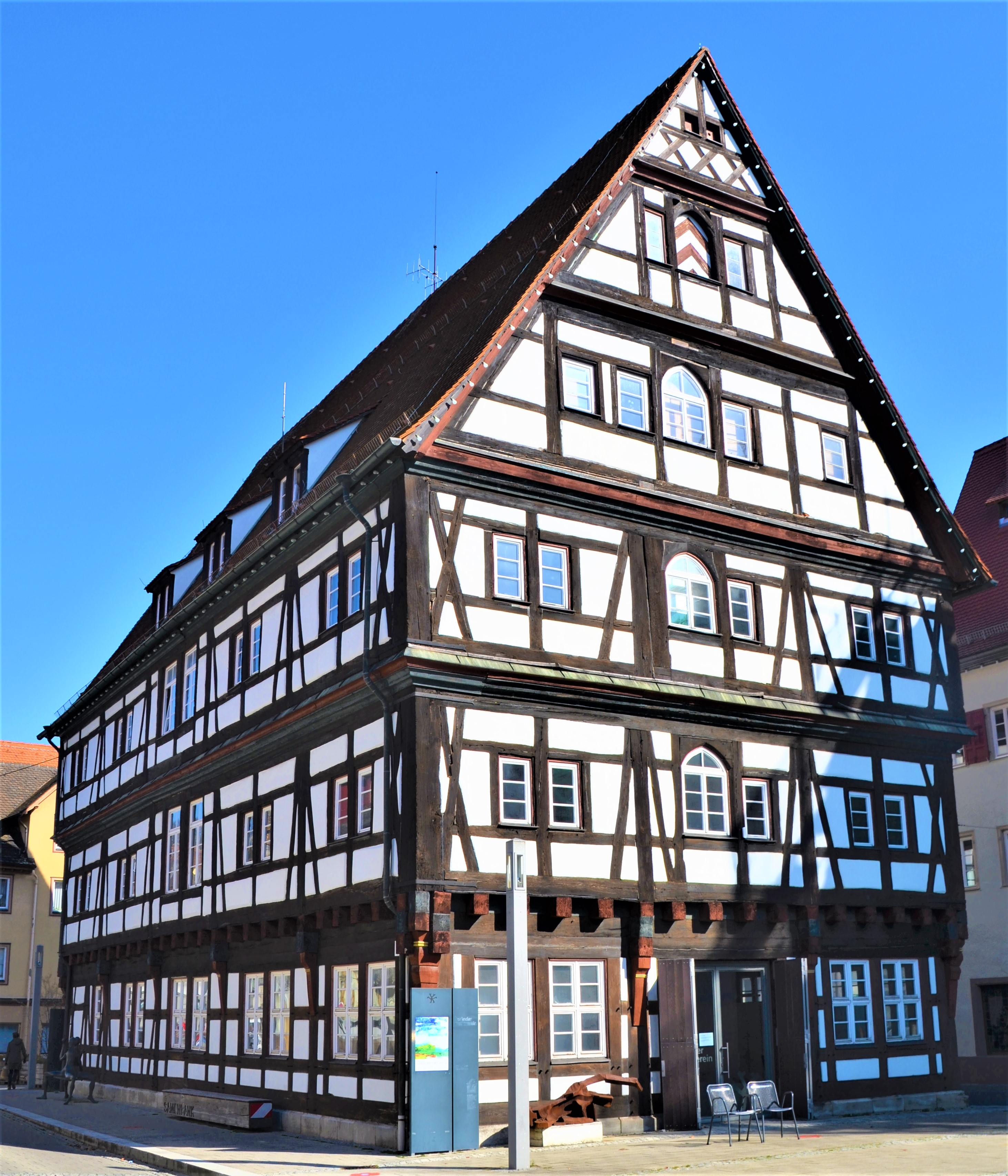
Kornhaus von Südwesten, Sitz des Kunstvereins

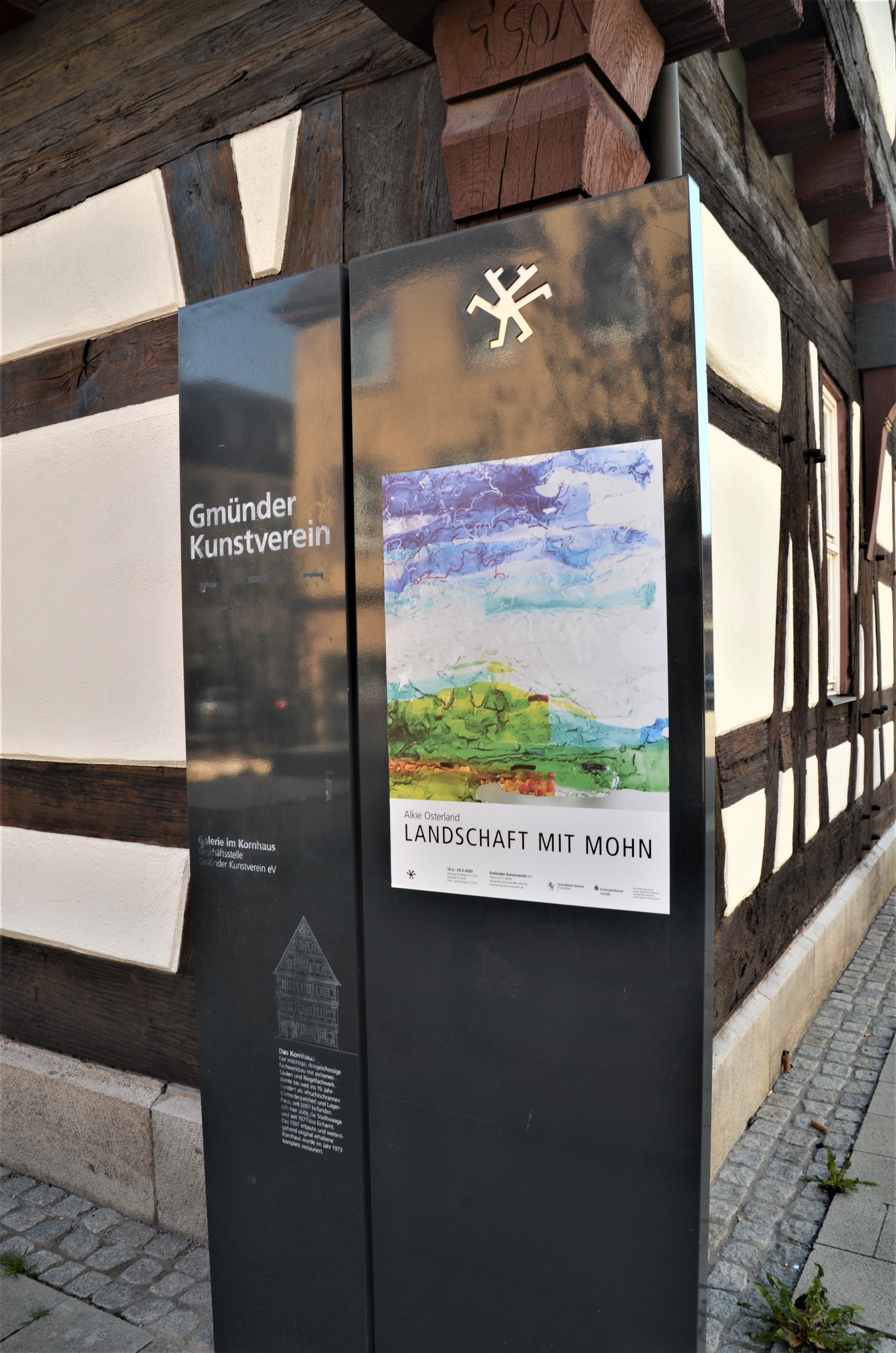
Schild des Kunstvereins am Kornhaus

Der Gmünder Kunstverein ist ein deutscher Kunstverein, der in der Galerie im ehemaligen Kornhaus der Stadt Schwäbisch Gmünd Einzel- und Gruppenausstellungen mit zeitgenössischen Werken von nationalen und internationalen Künstlern veranstaltet.

## Geschichte
Der Kunstverein wurde 1890 in Schwäbisch Gmünd gegründet. Er wurde als Kunstgewerbeverein „Vorwärts“ von 27 Goldschmieden und Silberschmieden, Graveuren und Ziseleuren ins Leben gerufen. Das Ziel der entstandenen Interessengemeinschaft von Kunsthandwerkern war Austausch und Erweiterung gestalterischer Fähigkeiten. In den 1950er und -60er Jahren veränderte sich die Zusammensetzung – viele Designer wurden Mitglieder. Die Satzung von 1954 besagt: „Der Verein dient der unmittelbaren Förderung der Kunst und der fachlichen Weiterbildung seiner Mitglieder. Er soll weiterhin das Verständnis für künstlerische Arbeit wecken und als besonderes Bestreben des Vereins gilt es, die Jugend für die Kunst zu interessieren“.  Der Kunstverein setzt sich für die Vermittlung von Gegenwartskunst ein. Als Non-Profit-Institution ermöglicht sie Auseinandersetzung und Begegnung zwischen Künstlerinnen und Künstlern und den verschiedenen Besucherkreisen. Sie organisiert Führungen, Künstlergespräche, Vorträge, Reisen und vieles mehr.
Bei einer Weihnachtsausstellung im Dezember 1968 erregten erotische Collagen von Ed Sommer und ein Gemälde von Heiner Lucas, das eine Geburt zeigte, Anstoß. Sie wurden abgehängt und Ed Sommer am 6. Dezember 1968 in einer Vorstandssitzung aus dem Verein ausgeschlossen. Am nächsten Tag kündigten über zwanzig Vereinsmitglieder, unter ihnen der erst seit einer Woche amtierende erste Vorsitzende Hans Kloss, ihre Mitgliedschaft. Im folgenden Jahr trat ein mit dem Gmünder Kunstverein konkurrierender „Gmünder Arbeitskreis für Kultur und Gesellschaft“ unter Federführung von Eckhart Dietz, Walter Giers, Hans Kloss und Ed Sommer an die Öffentlichkeit. Der Arbeitskreis veranstaltete am 28. Juni 1969 auf dem Johannisplatz den „Kunstmarkt 69“, an dem über 70 Avantgardisten aus Deutschland, Österreich und der Schweiz teilnahmen und der überregionale Aufmerksamkeit erregte. Im Oktober 1970 löste sich der Arbeitskreis auf. An seiner Stelle gründeten Franz Beer, Eckhart Dietz, Walter Giers, Hans und Maria Kloss, Arnulf Letto sowie Ed Sommer und dessen Ehefrau Irm die Gmünder „Künstler-Cooperative“, die bis 1983 parallel zum Gmünder Kunstverein bestand.
Der Gmünder Kunstverein zählt heute ca. 400 Mitglieder, wovon die Hälfte selbst künstlerisch tätig sind, was sich im Konzept der Veranstaltungen niederschlägt. So wird zum Beispiel zweimal jährlich ein Motto kreiert und entsprechende künstlerische Positionen dazu recherchiert und eingeladen. Gemessen an der Einwohnerzahl gehört er zu den größten Kunstvereinen in Baden-Württemberg.

## Ausstellungen (Auswahl)
- 2010: Rotraud Hofmann, Brigitte Wilhelm: Die Zeit der Steine[3]
- 2011: Aus Anlass des 40-jährigen Bestehens: Stiftung Haus Lindenhof
- 2012: Horst Peter Schlotter, Bilder und Objekte: Fundstellen
- 2013: Eckhart Dietz: Über die Jahre[4]
- 2014: Ina Weber[5]
- 2015: Jan-Hendrik Pelz: Blendwerk[6]
- 2016: Franziska Rutishauser: Stroh-Macht-Gold[7][8][9][10]
- 2016: Jochen Mühlenbrink: Vertuschen. Malerei[11]
- 2016: Walter Giers: Konzept Zufall[12][13]
- 2019 Detlef Waschkau: In Metropolen[14]
- 2021 Thomas Behling/Ruppe Koselleck: Der Titel ist die halbe Miete[14]
- 2022 Wolfgang Neumann: Rafen[14]
- 2023 Markus Vater/Abi Shek: Kosmologien[14]

## Publikationen
- 100 Jahre Gmünder Kunstverein e. V., zum 100jährigen Jubiläum des Gmünder Kunstvereins. Hrsg.: Gmünder Kunstverein 1990. Red.: Kuno Staudenmaier. Mit Beiträgen von Torsten Krämer und Hermann Baumhauer.
- Publikationen verzeichnet in der Deutschen Nationalbibliothek